# Српски Бабуш
Српски Бабуш (алб. Babush i Serbëve) је насељено место у општини Урошевац, на Косову и Метохији. Према попису становништва из 2011. у насељу је живело 235 становника.

## Положај
Налази се североисточно од Урошевца, а сматра се да се у његовој околини налазе остаци средњовековног Сврчина, једног од двораца Немањића.

## Становништво
Према попису из 2011. године, Српски Бабуш има следећи етнички састав становништва:
| Националност | 2011.        |
| Албанци      | 234 (99,57%) |
| Срби         | 1 (0,43%)    |
| Укупно       | 235          |

| Демографија | Демографија | Демографија |
| Година      | Становника  | Становника  |
| ----------- | ----------- | ----------- |
| 1948.       | 289         |             |
| 1953.       | 333         |             |
| 1961.       | 395         |             |
| 1971.       | 369         |             |
| 1981.       | 341         |             |
| 1991.       | 401         |             |
| 2011.       | 235         |             |